# Landigou
Landigou är en kommun i departementet Orne i regionen Normandie i nordvästra Frankrike. Kommunen ligger i kantonen Flers-Sud som tillhör arrondissementet Argentan. År 2022 hade Landigou 432 invånare.

## Befolkningsutveckling
Antalet invånare i kommunen Landigou
| Referens: INSEE |